# Tricou roșu (personaj)

Un „tricou roșu”

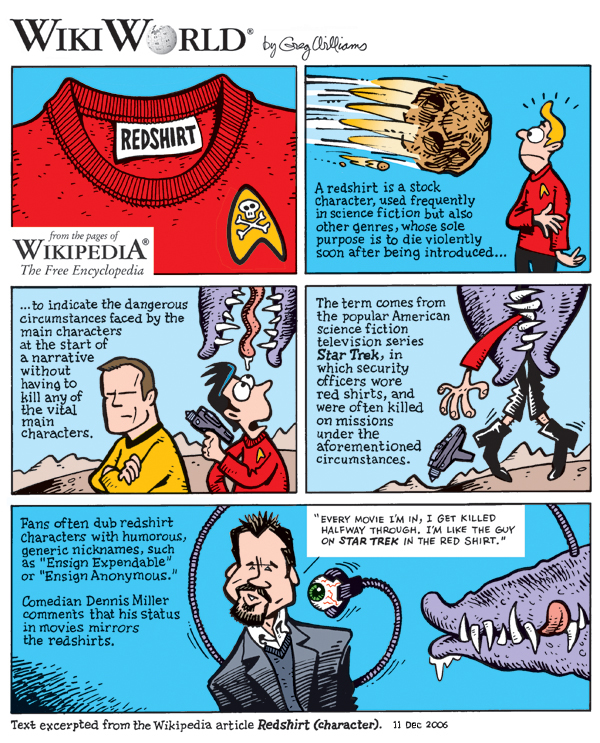
Caricatură de Greg Williams

Un tricou roșu (din engleză redshirt) este un personaj fictiv stereotip care moare imediat după ce apare. Termenul a fost inventat de către fanii seriei originale Star Trek (1966-1969) pe baza tricourilor roșii purtate de către ofițerii de securitate ai Flotei Stelare, care mor frecvent în timpul episoadelor. Moartea unui tricou roșu este adesea folosită pentru a dramatiza pericolul potențial prin care trec personajele principale fără ca acestora totuși să li se întâmple ceva.